# Jul
 For alternative betydninger, se Jul (flertydig). (Se også artikler, som begynder med Jul)
Jul er en årlig højtid for fejring af Kristi fødsel, midvinter, o.a. Selve juledag er traditionelt fastsat til den 25. december og er en helligdag.
I Danmark påbegynder den evangelisk-lutherske kirke fejringen af jul aftenen før juledag (juleaften, den 24. december). Liturgisk set er juledag (den 25. december) en højtid.
Juletiden i folkelig forstand omfatter i Danmark tiden fra lillejuleaften (23. december) til 2. juledag (26. december). Forud for julen ligger advent, som er en stille forberedelsestid, der starter 4. søndag før juledag. Liturgisk set ligger juletiden fra den 24. december om aftenen til og med helligtrekongersdag den 6. januar.
Katolikker fejrer Jesu fødsel den 25. december. Liturgisk set begynder dagen den 24. om aftenen med 1. vesper (aftenbøn). Ved midnat er der midnatsmesse. Den 25. december - juledag - er der højmesse.
I den koptiske kirke, den ortodokse kirke og den armenske kirke fejres julen den 6. januar.
I de tidligste skriftlige vidnesbyrd beskrives julefejringen med udtrykket "at drikke jul", der stammer fra førkristen tid. Vikingetidens jul indbefattede fejringer med store mængder mad og mjød. Som et led i indførslen af kristendommen i Norden lod kirken hedningene beholde deres æde- og drikkegilde, men overtalte dem til at drikke for Jesusbarnet og ikke for Odin og Thor.
Selve ordet "jul" stammer fra den førkristne tid i Norden. Ordet brugtes som en betegnelse for nogle fester, der blev afholdt om vinteren. Den nøjagtige datering af de førkristne julefester er uklar og omdiskuteret blandt forskere. Nogle forskere mener, at de foregik i januar, hvor dagene igen begyndte at blive længere, mens andre forskere mener, at de foregik omkring solhverv i december.
Snorre beskriver i Hákonar saga góða, hvordan den tre dage lange fest begyndte på "Midvinternat" i januar. Den svenske religionshistoriker Andreas Nordberg foreslår, at julen blev fejret på fuldmånen i den anden julemåned i den tidlige germanske kalender (den måned, der startede ved den første nymåne efter vintersolhverv). Julens fejring kunne således variere fra 5. januar til 2. februar. Nordberg placerer midvinternætterne fra den 19. januar til den 21. januar.

## Etymologi
Ordet jul stammer fra det hedenske jól eller jólablót (da det drejede sig om et blot). Det kan dreje sig om et proto-germansk ord, jehwlą (= fejring). I det førkristne Skandinavien fejredes midvinteren med store mængder sul, øl og mjød. Festerne hed jól (oldnordisk), Yule (engelsk), juovla (samisk) og joulu (finsk). Det er til tider blevet foreslået, at ordet er beslægtet med "hjul", på baggrund af magen lyd. Sproghistorisk forskning indikerer dog, at ordene ikke er beslægtede, og at "jul" stammer fra en indoeuropæisk rod, betydende "vittighed" og/eller "leg". I Haraldskvadet fra omkring år 900 taler hirdskjalden Torbjørn Hornkløve i strofe seks da også om, at "ude (på havet) vil han (kong Harald) drikke jul...og tage Frejs leg op".
Juhla er måske afledt af det latinske joculus, der betyder "fest". Det er blevet diskuteret, om det engelske ord jolly (= glad, munter) oprindeligt er afledt af oldnordisk jól, og ligeså fransk joli (= kønt, rart); men det latinske ord gaudere (= at glæde sig) regnes som et mere sandsynligt ophav til begge.

## Historie
Det er usikkert, hvornår Jesus blev født. Clemens af Alexandria skrev i Stromata 1:21, at fra Jesu fødsel og frem til kejser Commodus' død 31. december i år 192 gik der 194 år, 1 måned og 13 dage. Ved brug af den romerske kalender lander man på 18. november år 3 f.Kr. Clemens' oplysning bekræftes ikke af nogen anden kilde. Hvis han har benyttet den egyptiske kalender, der ikke medtog skudår, og man tæller baglæns fra Commodus' død med 365 dage hvert år, en måned på 30 dage og dertil 13 dage, får man datoen 6. januar i år 2 f.Kr.  Et anonymt dokument, der menes at være skrevet i Nordafrika omkring år 243, fastsatte Jesu fødselsdag til 28. marts.
Julen som en førkristen fest har en lang historie, der strækker sig tilbage til en fællesgermansk fortid. Den ældste bevarede norrøne omtale af julen findes i en hyldest til Harald Hårfager, digtet af Torbjørn Hornkløve og med en skildring af slaget i Hafrsfjord.
Allerede i 300-tallet optræder ordet "jul" i det gotiske sprog i navnet på en måned, fruma jiuleis. Også angelsakserne fejrede jul, kaldet geola (senere yule), hvilket ligesom hos goterne også var navnet på en måned. Julen var en midvinterfest, hvor folk bad om solens genkomst og om frugtbarhed i det nye år. Mange traditioner fra den nutidige jul har deres rødder i den førkristne fest, såsom julegildet, alkoholindtagelsen, julegaver, samt muligvis nytårsforsætter. Sidstnævnte viser sig i form af Sonargölteren, et vildsvin, der blev ofret hver jul. Folk lagde hånden på vildsvindets børste og aflagde ed.
Den romerske kejser Aurelian genindførte fejringen af guddommen Sol Invictus i år 274, således at fejringen kom til foregå hvert år den 25. december. Fejringen af guddommen Sol Invictus blev inspiration for de kristne, hvor de i 300-tallet e.Kr. begyndte at fejre deres guddoms fødselsdag, Jesu fødselsdag, den 25. december.
Da kristendommen blev udbredt til det nordlige Europa, lå festen nogenlunde, hvor vinterens kulmination i forvejen blev fejret. Den nye kristne elite ønskede i begyndelsen at ændre festens navn til Kristmesse (jævnfør engelsk Christmas), men i størstedelen af Europa lykkedes det aldrig for det nye navn at trænge igennem blandt befolkningen.
I Danmark fejrer den evangelisk-lutherske kirke juleaften, den 24. december (udover juledag og anden juledag), mens den katolske kirke i Danmark kun fejrer Jesu fødsel den 25. december. Internationalt fejres Jesu fødselsdag den 25. december.

## Symbolik

### Juletræ
Juletræet har sin oprindelse i Tyskland, hvor de første lokale historier om juletræer dukker op i løbet af 1500-tallet fra byer som Bern, Freiburg og Strasbourg. Juletræets oprindelse er af nogle forskere blevet knyttet til hellige træer i den førkristne periode, heriblandt Verdenstræet, men dette er usikkert. Det moderne juletræ har som sagt sin oprindelse i Tyskland, hvor dets forgængere blev brugt som rekvisitter i skuespil for at repræsentere et "paradistræ". Fra det vestlige Tyskland spredte juletræet sig på kort tid rundt i den vestlige verden, og i 1808 blev det først dokumenterede juletræ sat op på Holsteinborg Gods på Sjælland.

#### Juletræspynt
Først i 1900-tallet blev det almindeligt at fæste en juletræsstjerne i toppen; den symboliserer Betlehemsstjernen. Øverst i træet benyttede man i stedet en engel, et lys eller et spir, mens stjerner blev hængt på grenene. I Danmark og Norge pyntes træet også med landets flag. Desuden kan juletræet pyntes med kræmmerhuse og julehjerter, der symboliserer, at julen er hjerternes fest.

### Julemanden
Julemanden er en mystisk figur i julemytologien, skabt på baggrund af mange indflydelser. En af de primære og mest ofte nævnte er den kristne helgen Sankt Nicolaus. Han levede i byen Myra i Anatolien (det nuværende Tyrkiet) mellem 200-tallet og 300-tallet. Sankt Nicolaus var kendt som en gavmild mand og en gavegiver, der bl.a. gav tre poser guld til en forgældet far, således at han kunne betale sine døtres medgift og de ikke behøvede at blive prostituerede. I middelalderen begyndte mange lande at fejre en helligdag i hans navn den 6. december, hvor man blandt andet uddelte gaver.
Sankt Nicolaus var dog overvejende en Syd- og Centraleuropæisk tradition, og blev aldrig kendt som gavegiver i Norden. I stedet blev han blandet med flere skikkelser fra den lokale folketro, der derefter dannede grundlaget for de nordiske juletraditioner. Julenissen er et eksempel på dette, et andet er Julebukken.
Det formodes ofte, at julegavetraditionen udelukkende stammer fra Sankt Nicolaus, men dette er tvivlsomt, da norrønne kilder nævner konceptet af julegaver ('jólagjafir') helt tilbage til Vikingetidens slutning. Flere af julemandens træk kan angiveligvis spores tilbage til guden Odin, der var særligt forbundet med midvinter og julen. Dette inkluderer julemandens kappe, det lange hvide skæg og hætten, der alle er karakteristiske træk for den gamle Julemand.
Også julemandens natrytteri (på en hest i den oprindelige tradition, senere rensdyr (importeret fra Amerika)) svarer til Odins hest Sleipner, som han red på gennem luften. At Odin er forbundet med julen fremgår også af, at han var kendt som Jólnir og Jauloherra, begge betydende noget i retningen af "Julens Herre". Et andet af Odins julerelaterede navne var Jólfaðr, der muligvis er videreført i et af julemandens ældre navne, Julefader.

### Julenissen
Julenissen er et dansk fænomen, der stammer fra romantikken i 1800-tallet, med rødder i troen på et overnaturligt væsen, fx en vætte.

## Bibelsteder om julen
Den kristne jul er fejringen af Jesu fødsel. Begivenhederne omkring Jesu fødsel bliver beskrevet i juleevangeliet, som står i Lukasevangeliet kapitel 2 (Luk 2) vers 1-14, nogle gange vers 1-20. Her berettes der om Josefs og Marias rejse fra Nazaret til Betlehem, Jesu fødsel i stalden, englenes budskab til hyrderne og deres besøg hos barnet i stalden.
I Bibelen beskrives formålet med, at Gud lod Jesus føde på jorden: "Derved er Guds kærlighed blevet åbenbaret iblandt os, at Gud har sendt sin Søn, den Enbårne, til verden, for at vi skal leve ved ham".

## Juletraditioner
Juletraditionerne varierer fra land til land og fra familie til familie.

### Danmark
Udvalgte traditioner er f.eks. krybbespil, mistelten, juletræ, udveksling af gaver, fortælling om julemanden, ophæng af kravlenisser, og julekort til venner og familie med ønsker om "glædelig jul og godt nytår".

#### Julemåneden
December kaldes også julemåneden med eksempler på følgende traditioner:
- At åbne julekalendere og tænde kalenderlys.
- At se Tv-julekalender.
- At gå til julefrokoster (med arbejde, familie eller foreninger).
- At bage julekager og lave julekonfekt.
- At flette julehjerter, lave kræmmerhuse og anden juledekoration.
- At pynte op med kravlenisser, juledekorationer osv.
- At hente og pynte juletræ.

#### Lillejuleaften 23. december
Udvalgte eksempler på traditioner:
- At pynte juletræet
- At stege and til juleaften
- At koge og spise risengrød. Resten kan bruges til risalamande juleaften
- At synge for døren.[48]
- Spille pakkeleg

#### Juleaftensdag 24. december
Juleaftensdag er ikke en officiel helligdag.
Dagen kan gå med at forberede juleaften, hvor aktiviteter kan være:
- At se Disneys juleshow
- At se afslutningen af tv-julekalenderne (nogle gange den 25. december)
- At pynte juletræet eller pakke gaver ind
- At gå i kirke

#### Juleaften
I Danmark kan juleaften holdes med følgende traditioner:
- At spise stegt and, kalkun, gås eller flæskesteg, kåldolmere evt. kombineret med medisterpølse og/eller rødkål/grønlangkål og brunede kartofler.
- At spise risalamande med varm kirsebærsovs til dessert eller risengrød med kanel, som både kan spises som forret og som dessert, og i den forbindelse uddele en mandelgave til den heldige finder af mandlen.
- At danse omkring et pyntet juletræ, mens der synges julesalmer og julesange.
- At dele gaver ud, som har ligget under juletræet.

#### Juledag 25. december
Juledag er en af verdens mest udbredte helligdage.

#### Anden juledag 26. december
På anden juledag (Sankt Stefans dag) holdes der ofte julefrokost. I England kaldes dagen Boxing Day.

#### Tredje juledag
Tredje juledag blev afskaffet som helligdag i 1770.

#### Fjerde juledag
I norrøn tid hed 28. december "børnedagen" eller "de uskyldige børns dag", til minde om barnemordet i Betlehem. Den dag skulle børnene få noget godt at spise, gå på besøg til hinanden og lave grin med de voksne.

#### Juletræsfest
Juletræsfester afholdes i dagene op til jul eller i ugen mellem jul og nytår på mange arbejdspladser, i forsamlingshuse, i lokal- og idrætsforeninger mv. Faste indslag er besøg af julemanden, uddeling af godteposer, dans om juletræet samt diverse sanglege.

### Internationalt

#### Storbritannien
I engelsktalende lande er der tradition for, at julegaverne pakkes ud julemorgen (juledags morgen). Ofte er de at finde i ophængte strømper.

#### Frankrig
I Frankrig er julemiddagen meget egnsbestemt. De fleste får laks og østers, mens pariserne er gået tilbage til marineret andebryst. Mange sværger til paté med gåselever, foie gras. Under navnet le Reveillon indtages julemiddagen ofte efter midnatsmessen.

### Religion
- Advent, De tre vise mænd, Helligtrekongersdag, Julestjernen, Krybbespil.
- Julebudskabet, Juleevangeliet, Julegudstjeneste, Julehøjtid, Julehøjtidelighed, Julesalme, Helligtrekongerslys

### Traditioner
- Julemanden, Nisse, Fe, Julebuk
- Juletræ, Julefest, Julefred, Julegave, Julegilde, Julehistorie, Julehygge, Julekalender, Julekoncert, Julelege, Julemarked, Julemærke (folketro), Julesange, Kalenderlys, Julekalender, Julekort

### Julepynt
- Engle, Fehår, Flagguirlande, Guirlande, Juledekoration, Julehjerter, Julestjerner, Julelys, Julemærke (frimærke), Julenisse, Julepapir, Julepynt, Julerose, Julesange, Julestads, Julestjerne (Euphorbia pulcherrima), Juletræspynt, Juleudstilling, Krans, Kravlenisse, Kræmmerhuse, Mistelten (Viscum album)

### Julemad/juleslik/juledrik
- Brunkager, gløgg, honningkage, julebagning, julebryg, juledrømme, julefrokost, julegris, julegås, juleknas, julemiddag, julesalat, juleøl, jødekager, klejner, pebernødder, risengrød, risalamande, nisseøl, vaniliekranse og æbleskiver.

### Øvrigt
- Juleøen
- Klejnehjul
- Mærkedag
- Fødselsdag
- Religion
- Nytår
- Nytårsaften
- Sne
- Snemand
- Julens Herre (Odin)